# Хантингтон Вудс (Мичиген)
Хантингтон Вудс (Мичиген) (енгл. Huntington Woods) град је у америчкој савезној држави Мичиген. По попису становништва из 2010. у њему је живело 6.238 становника.

## Демографија
Према попису становништва из 2010. у граду је живело 6.238 становника, што је 87 (1,4%) становника више него 2000. године.
| Група             | 2000.         | 2010.         |
| Белци             | 5.923 (96,3%) | 5.918 (94,9%) |
| Афроамериканци    | 42 (0,7%)     | 63 (1,0%)     |
| Азијати           | 87 (1,4%)     | 78 (1,3%)     |
| Хиспаноамериканци | 54 (0,9%)     | 99 (1,6%)     |
| Укупно            | 6.151         | 6.238         |